# Air Class Líneas Aéreas
Air Class Líneas Aéreas ist eine Fluggesellschaft aus Uruguay mit Sitz in Montevideo.

## Geschichte
Air Class Líneas Aéreas wurde Ende 1996 gegründet und nahm 1997 den Flugbetrieb auf. Zu jenem Zeitpunkt war man mit der Genehmigung der Dirección Nacional de Aviación Civil e Infraestructura Aeronáutica del Uruguay (DINACIA) und der argentinischen Dirección de Transporte Aerocomercial ausgestattet, regelmäßige und außerplanmäßige kommerzielle Flüge im binationalen Verkehr durchzuführen. Anfang 2001 wurde das Unternehmen von der uruguayischen Luftfahrtbehörde zertifiziert, folgende Dienste anzubieten:
- Nationale und internationale Luft-Taxi-Flüge
- Nationale und internationale, planmäßige und außerplanmäßige Passagierflüge
- Nationale und internationale, planmäßige und außerplanmäßige Frachtflüge
- Nationale und internationale, planmäßige und außerplanmäßige Kurierflüge

## Flugziele
Air Class Líneas Aéreas bietet regional und kontinental Linienflüge, Charterflüge und Frachtflüge an.

## Flotte
Die Flotte der Air Class Líneas Aéreas besteht Stand Mai 2023 aus vier Flugzeugen:
- 2 Boeing 727-200F
- 2 SW-227AC. (METRO III)

## Zwischenfälle
- Am 6. Juni 2012 stürzte eine von Air Class im Auftrag der DHL eingesetzte Swearingen Metro in den Río de la Plata, wobei beide Piloten starben.[3]